# Kasjan z Jerozolimy
Kasjan z Jerozolimy – siedemnasty biskup Jerozolimy.